# Сара-Теодора
Сара-Теодора ((14 століття , Велико-Тирново  — 1380-ті , Болгарія )) — болгарська цариця часів другого Болгарського царства, друга дружина царя Івана Александра.

## Життєпис
Джерела сходяться на думці, що Сара була єврейського походження і жила зі своєю сім'єю в єврейському кварталі в Тирново. Іван Александр розлучився зі своєю першою дружиною Теодорою Басараб, яка була змушена стати черницею, а Сара навернулася до православ'я, прийняла ім'я Теодора і незабаром стала другою дружиною царя.
Вони одружились наприкінці 1340-х років. У родині народилося п'ятеро дітей: сини Іван Шишман і Іван Асень V; дочки Кера Тамара, Кераца-Марія, Десіслава і Василина.
Нова цариця була відома своєю затятою відданістю своїй новій релігії. Вона була однією з ініціаторів церковної ради проти євреїв. Вона відновила багато церков і побудувала багато монастирів, і саме тому стала гаряче улюблена болгарською церквою.
Немає сумнівів у тому, що Теодора зіграла значну роль у поділі Болгарської імперії між її первістком Іваном Шишманом та Іваном Срацимиром, єдиним сином колишньої цариці, що не померли у молодому віці. Оскільки Іван Шишман був першим сином, народженим Іваном Александром після його сходження на престол, Теодора наполягала на тому, що він був єдиним законним спадкоємцем.
Іван Шишман був коронований спів-імператором свого батька, який зробив свого старшого сина деспотом Видинського царства. Після смерті Івана Александра у 1371 році Іван Шишман став царем, а Іван Срацимир оголосив Видин окремим царством. Відносини між двома болгарськими імперіями стали холодними і залишалися такими, незважаючи на навислу загрозу османського вторгнення.
Дата смерті цариці невідома, хоча деякі історики припускають, що вона померла наприкінці 1380-х років.